# 5-Azacytosin
5-Azacytosin ist ein Basenanalogon der Nukleinbase Cytosin, dessen CH-Gruppe in 5-Stellung durch ein Stickstoffatom ersetzt ist. Die durch Verknüpfung mit Pentosen entstehenden 5-Azacytidine wirken als Zytostatika.

## Vorkommen und Darstellung
Ein älteres Patent beschreibt die stark exotherme Reaktion zu 2-Amino-4-hydroxy-1,3,5-triazin durch Erhitzen von Dicyandiamid (DCD) „über kleiner Flamme“ mit 100%iger Ameisensäure. Dabei entsteht 5-Azacytosin als weißes Pulver, das bis 360 °C nicht schmilzt.
Erhitzt man DCD mit überschüssiger reiner Ameisensäure auf 80 °C, entwickelt sich eine exotherme Reaktion, bei der Amidinoharnstoff-formiat gebildet wird, das beim trockenen Erhitzen auf 150 °C zu 5-Azacytosin cyclisiert (Ausbeute 82 %).
4-Amino-1,3,5-triazin-2-on ist auch schonender durch Reaktion von Guanylharnstoff-formiat mit Orthoameisensäuretriethylester oder Dimethylformamid-dimethylacetal als Cyclisierungsmittel in Dimethylformamid als Lösungsmittel in ca. 80%iger Ausbeute zugänglich.

## Eigenschaften
5-Azacytosin ist ein weißes und geruchloses, wenig wasserlösliches Pulver, das zur Reinigung aus Wasser umkristallisiert werden kann. Wässrige Lösungen (0,7 g·cm−3) zeigen bei 28 °C einen pH-Wert von 5,9. Die Verbindung liegt im Tautomerie-Gleichgewicht zwischen 4-Amino-1,3,5-triazin-2-on in der stabileren Amidform und 2-Amino-4-hydroxy-1,3,5-triazin vor.

## Anwendungen
Von 5-Azacytosin leiten sich die synthetischen Nukleoside 5-Azacytidin (5-azaC) – INN Azacitidin – mit dem Zuckerrest β-D-Ribofuranose und 5-Aza-2′-deoxycitidin (5-azadC, Decitabin) mit dem Zuckerrest β-D-Desoxyribose ab.
In einer modernen Synthesevariante werden zunächst die reaktiven Amino- und Hydroxygruppe durch Silylierung mit Hexamethyldisilazan HMDS geschützt und das silylierte 5-Azacytosin mit der acetylgeschützten Ribose (1,2,3,5-Tetra-O-acetyl-β-D-ribofuranose) in Gegenwart von Trimethylsilyltrifluormethansulfonat (TMSOTf) zum geschützten 5-Azacytidin umgesetzt. Die Trimethylsilyl-Schutzgruppe wird bei der Aufarbeitung mit Natriumhydrogencarbonat abgespalten. Die Abspaltung der Acetylschutzgruppen erfolgt mit Natriummethanolat in Methanol (MeOH) zum rohen 5-Azacytosin, das mit DMSO/MeOH zum reinen Endprodukt (37 % Ausbeute) umkristallisiert wird.
Beide Antimetaboliten hemmen das Enzym DNA-Methyltransferase, wodurch die Bildung von 5-Methyl-2′-deoxycytidin (m5dC) im Genom abnimmt, was wiederum epigenetisch stillgelegte Gene aktiviert.
Das mit dem Zuckerrest β-D-Arabinose verknüpfte 5-Azacytosinderivat Fazarabine (1-β-D-Arabinofuranosyl-5-azacytosin, ara-AC) zeigte in Phase II der klinischen Prüfung zu geringe Wirksamkeit und wurde aufgegeben.